# Gary Lachman
Gary Joseph Lachman (Bayonne, Nueva Jersey, 24 de diciembre de 1955) es un escritor y músico estadounidense.
Lachman es más conocido por los lectores de misticismo y ocultismo, en los numerosos artículos y libros que ha publicado. Es además conocido por su nombre artístico Gary Valentine como uno de los fundadores y bajista de la banda de new wave/rock alternativo Blondie.

## Biografía

### Etapa como músico

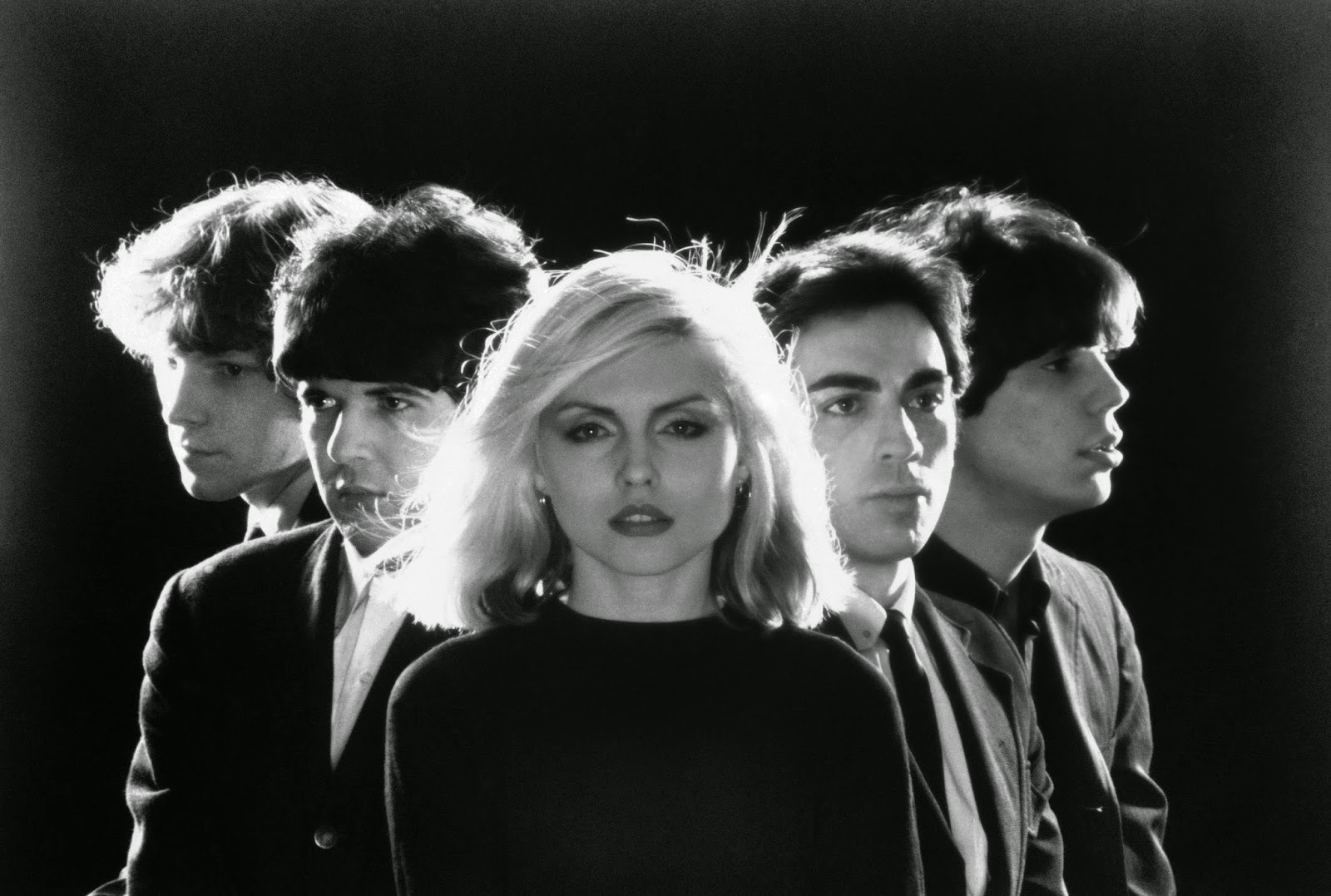
Imagen del grupo Blondie con Gary Lachman el primero empezando por la izquierda.

Como Gary Valentine, fue miembro fundador del grupo de new wave Blondie y ha contado sus memorias de aquella época en New York Rocker: My Life in the Blank Generation with Blondie, Iggy Pop, and Others 1974-1981 (Segunda edición, Thunders Mouth Press, 2006). Escribió el primer sencillo, X-Offender, y su canción (I'm Always Touched By Your) Presence, Dear fue un éxito en el Reino Unido y el resto de Europa.
En 1978, ya como Gary Valentine, publicó un sencillo The First One, y desde 1978 hasta 1980 lideró su propio grupo, The Know, que en 1980 publicó un sencillo, I Like Girls con Planet Records.
En 1981 fue guitarrista de Iggy Pop en dos giras por Norteamérica.
En 1996-97 participó en la reagrupación de Blondie, actuando en festivales y grabando.
En el período 1998-2000 afrontó un segundo grupo, Fire Escape, y en 2003 publicó un CD, Tomorrow Belongs to You, incluyendo primeras grabaciones inéditas con The Know, así como material de su época con Fire Escape.
En 2006, a pesar de todos sus esfuerzos, fue incluido en el Salón de la Fama del Rock and Roll.

### Etapa como escritor
Gary Lachman es autor de más de una docena de libros sobre el punto de encuentro entre la conciencia, la cultura y la tradición occidental interior.
Desde 1996 ha vivido en Londres, donde es escritor a tiempo completo, contribuyendo en el Fortean Times, Independent on Sunday, Guardian, Times Literary Supplement, Gnosis, Mojo, EnlightenNext, Lapis, Sunday Times y otros diarios en el Reino Unido y EE. UU. Conferenciante regular en Londres y en el extranjero, invitado frecuente en la BBC Radio 3 y 4, ha aparecido en varios documentales de televisión sobre la historia de la contracultura, y su obra ha sido traducida al alemán, francés, checo, ruso, italiano, finlandés, noruego, español, portugués y turco.
Junto con sus libros y periodismo, que ha incluido entrevistas a figuras como Owen Barfield, Kathleen Raine, Antoine Faivre y Colin Wilson, ha contribuido a varias antologías, incluyendo:
- Inner Knowing, ed. Helen Palmer (Tarcher/Penguin 1998)
- Book of Lies, ed. Richard Metzger (Disinformation 2003)
- The Inner West, ed. Jay Kinney (Tarcher/Penguin 2004)
- Punk: The Whole Story (Dorling Kindersley 2006)
- Between Method and Madness: Essays on Swedenborg and Literature, ed. Stephen McNeilly (Swedenborg Society 2005)
- The Arms of Morpheus; Essays on Swedenborg and Mysticism, ed. Stephen McNeilly (Swedenborg Society 2007)

También ha escrito un prólogo a una nueva edición de la novela de Colin Wilson The Mind Parasites (Monkfish 2005), ha editado y escrito un epílogo de la novela de Valeri Briúsov The Fiery Angel (Dedalus 2005) y es colaborador habitual en el Strange Attractor Journal. Ha escrito dos volúmenes en las series de los Pauper’s Press Colin Wilson Studies y ha contribuido en 2009 con un largo ensayo sobre la obra del cineasta de vanguardia Kenneth Anger en la publicación por parte del British Film Institute del Magick Lantern Cycle de Anger para un estuche de DVD.
Recientemente ha contribuido con una guía de audio para una exposición sobre sociedades secretas celebrada en la Schirn Kunsthalle Frankfurt, Alemania.

## Obra

### Libros
- Two essays on Colin Wilson: World Rejection and Criminal Romantics & From Outsider to Post-Tragic Man (Paupers Press 1994)
- Colin Wilson as Philosopher & Faculty X, Consciousness and the Transcendence of Time (con John Shand, Paupers Press 1996)
- Turn Off Your Mind: The Mystic Sixties and the Dark Side of the Age of Aquarius (Macmillan 2001)
- New York Rocker: My Life in the Blank Generation with Blondie, Iggy Pop, and Others 1974-1981 (Macmillan 2002)
- A Secret History of Consciousness (Lindisfarne 2003; versión española Ediciones Atalanta 2013)
- The Dedalus Book of the Occult: A Dark Muse (Dedalus 2003)
- The Dedalus Occult Reader: The Garden of Hermetic Dreams (Dedalus 2005)
- In Search of P.D. Ouspensky: The Genius in the Shadow of Gurdjieff (segunda edición, Quest Books 2006)
- Rudolf Steiner: An Introduction to His Life and Work (Tarcher/Penguin 2007; versión española Ediciones Atalanta 2012)
- The Dedalus Book of Literary Suicides: Dead Letters (Dedalus 2008)
- Politics and the Occult: The Left, the Right, and the Radically Unseen (Quest Books 2008; versión española Ediciones Luciérnaga 2017)
- Into the Interior: Discovering Swedenborg (segunda edición, Swedenborg Society 2009)
- The Dedalus Book of the 1960s: Turn Off Your Mind (nuevo, revisado y ampliado, segunda edición, Dedalus 2010)
- Jung The Mystic: The Esoteric Dimensions of Carl Jung’s Life and Teachings (Tarcher/Penguin 2010)
- The Quest for Hermes Trismegistus From Ancient Egypt to The Modern World (Floris 2011)
- Swedenborg: An Introduction to his Life and Ideas (Tarcher/Penguin 2012)
- Madame Blavatsky: The Mother of Modern Spirituality (Tarcher/Penguin 2012)
- The Caretakers of the Cosmos: Living Responsibly in an Unfinished World (Floris 2013; versión española IAO Arte Editorial 2017)
- Aleister Crowley: Magick, Rock and Roll and the Wickedest Man in the World (TarcherPerigee 2014)
- Revolutionaries of the Soul: Reflections on Magicians, Philosophers, and Occultists (Quest Books 2014)
- The Secret Teachers of the Western World (TarcherPerigee 2015)
- Beyond the Robot: The Life and Work of Colin Wilson (TarcherPerigee 2016)
- Lost Knowledge of the Imagination (Floris Books 2017)
- Dark Star Rising: Magick and Power in the Age of Trump (Tarcherperigee 2018)
- The Return of Holy Russia: Apocalyptic History, Mystical Awakening, and the Struggle for the Soul of the World (Inner Traditions 2020)
- Introducing Swedenborg: Correspondences (The Swedenborg Society 2021)
- Dreaming Ahead of Time: Experiences with Precognitive Dreams, Synchronicity and Coincidence (Floris Books 2022)
- Aleister Crowley: The Beast In Britain (Herb Lester Associates Ltd 2023)
- Maurice Nicoll: Forgotten Teacher of the Fourth Way (Inner Traditions 2024)
- Facts Concerning H. P. Lovecraft and His Environs (Herb Lester Associates 2024)

### Artículos
- "The Last of the Magi" (1999) Fortean Times #120, sobre Eliphas Lévi
- "Sympathy for the Devil" (2000) Fortean Times #134, sobre la Iglesia del Proceso del Juicio Final
- "The Mystical Count" (2000) Fortean Times #140, sobre el conde Jan Potocki
- "The Damned" (2001) Fortean Times #150, sobre James Webb
- "Turn Off Your Mind: Gary Lachman Traces the Influence of the Occult in the Arts" The Independent on Sunday (2001)
- "Waking Sleep"  (2002) Fortean Times #163, sobre hipnagogia
- "The magical world of Fernando Pessoa" (2004) nth Position, sobre Fernando Pessoa
- "Absinthe & alchemy" (2004)  Fortean Times #180, sobre August Strindberg
- "Working it out" (2004) nth Position, sobre Gurdjieff y Ouspensky
- "Inside the Outsider" (2004) Fortean Times #188. Una entrevista con Colin Wilson
- "Dweller on the Threshold" (2006) Fortean Times #205, sobre Rudolf Steiner
- "Mystical Experience and the Evolution of Consciousness: 21st Century Gnosis" en Academia.edu
- "If Consciousness Is Evolving, Why Aren’t Things Getting Better? Archivado el 24 de julio de 2018 en Wayback Machine." (primavera 2017) Quest magazine #105.2
- "What is Jordan B. Peterson Really Saying? Archivado el 4 de agosto de 2020 en Wayback Machine." (2018) New Dawn Magazine #168,[3] sobre Jordan B. Peterson

## Edición en castellano
- El conocimiento perdido de la imaginación. Vilaür: Ediciones Atalanta. 2020. ISBN 978-84-120743-3-8.
- Enrique Juncosa, Gary Lachman, Cristina Ricupero y Erik Davis (2018). La luz negra. Tradiciones secretas en el arte desde los años cincuenta. Barcelona: Diputación de Barcelona. ISBN 978-84-9803-832-3.
- Ocultismo en la política. Historia secreta de la búsqueda del poder. Barcelona: Luciérnaga. 2017. ISBN 9788416694631.
- Guardianes del cosmos. Madrid: IAO Arte Editorial. 2017. ISBN 978-84-943735-4-1.
- Una historia secreta de la consciencia. Vilaür: Ediciones Atalanta. 2013, 3ª edición 2020. ISBN 978-84-945231-5-1.
- Rudolf Steiner. Introducción a su vida y a su obra. Vilaür: Ediciones Atalanta. 2012, 2ª edición 2024. ISBN 978-84-939635-3-8.